# 博奇馬尼夫卡
47°39′21″N 29°33′58″E / 47.65583°N 29.56611°E
博奇馬尼夫卡（烏克蘭語：Бочманівка）是位於烏克蘭西南部的村莊，由敖德萨州波季利斯克区的庫亞利尼克市鎮負責管轄。該村始建於1830年，面積1.94平方公里，海拔高度236米，2001年人口916，人口密度每平方公里472.16人。